# 华南理工大学软件学院
华南理工大学软件学院（简称：华工软院）是华南理工大学下属的工科学院，位于中国广东省广州市番禺区华南理工大学大学城校区内，为首批国家示范性软件学院之一。

## 历史沿革
2001年，华南理工大学与广州天河软件园签约共建示范性软件学院，计算机软件学院成立，为获得中国教育部和国家计委批准成立的35所国家示范性软件学院之一。学院初期依托计算机科学与工程学院的资源进行办学。
2002年6月，计算机软件学院开始招收研究生，为广东省首批软件工程硕士；次年9月，学院开始面向广东省招收四年制本科生。
2004年6月，因应广州大学城启用，学校决定计算机科学与工程学院和计算机软件学院分南北校区办学；其后于2004年8月正式搬迁至大学城校区。
2005年，学校决定将计算机科学与工程学院搬迁至南校区，与软件学院合并办学，两个学院实行“两块牌子，一套人马”。
2007年，教育部下发通知，要求示范性软件学院不能与计算机学院合并。计算机软件学院遂于同年6月更名为软件学院，并在同年9月开始独立办学。
2010年，软件工程专业成为教育部首批“卓越工程师教育培养计划”试点专业。2011年，加入首批“国家工程实践教育中心”。
2011年8月，软件工程学科获评一级学科博士点；2012年8月，增设博士后科研流动站。

## 学术科研

### 学科设置
软件学院为国家示范性软件学院，具有软件工程专业博士、硕士和学士的学位授予权，并设有软件工程博士后科研流动站。

### 组成系
- 软件技术系
- 软件服务工程系
- 数据科学与工程系

### 科研机构
截至2020年，软件学院共有如下的科研平台和科研团队：

| - 科研平台 - 大数据与智能机器人教育部重点实验室 - 跨媒体大数据与机器智能广东省普通高校重点实验室 - 广东省社会媒体处理与软件开发工程技术研究中心 - 广州市机器人软件及复杂信息处理重点实验室 - 教育部大数据与机器人智能粤港澳联合实验室 - 广东省软件开发与服务工程技术研究中心 - 广东省多媒体智能营销工程技术研究中心 - 华南理工大学社会计算研究所 - 华南理工大学节能技术研究院 - 广东省新媒体与品牌传播创新应用重点实验室（与新闻与传播学院共建） - 自主系统与网络控制教育部重点实验室（与自动化科学与工程学院共建） | - 科研团队 - 大型软件开发方法及应用团队 - 大数据系统与云计算团队 - 人工智能与机器学习团队 - 软件服务工程与云计算团队 - 软件构建理论与方法团队 - 数据科学与智能软件团队 - 智能软件与机器人团队 |

## 现任领导
截至2022年11月，学院的领导组成为：
- 院长：蔡毅
- 党委书记：李石槟
- 副院长：陶乾、黄敏、刘飞
- 党委副书记、纪委书记：詹郁生